# Venus Terzo
Venus Terzopoulos, mer känd som Venus Terzo, född 17 oktober 1967 i Montréal i Québec, är en kanadensisk skådespelerska. Hon har bland annat givit röst åt karaktärer som Jean Grey i X-Men: Evolution, Blackarachnia i Transformers-serierna Beast Wars och Beast Machines, och Ranma Saotome i Ranma ½.